# Бедфорд (Вайоминг)
Бе́дфорд (англ. Bedford, Wyoming) — статистически обособленная местность, расположенная в округе Линкольн (штат Вайоминг, США) с населением в 169 человек по статистическим данным переписи 2000 года.

## География
По данным Бюро переписи населения США статистически обособленная местность Бедфорд имеет общую площадь в 5,7 квадратных километров, водных ресурсов в черте населённого пункта не имеется.
Статистически обособленная местность Бедфорд расположена на высоте 1909 метров над уровнем моря.

## Демография
По данным переписи населения 2000 года в Бедфорд проживало 169 человек, 49 семей, насчитывалось 63 домашних хозяйства и 73 жилых дома. Средняя плотность населения составляла около 29,1 человек на один квадратный километр. Расовый состав Бедфорд по данным переписи распределился следующим образом: 97,04 % белых, 1,18 % — коренных американцев, 1,18 % — представителей смешанных рас, 0,59 % — других народностей. Испаноговорящие составили 1,18 % от всех жителей статистически обособленной местности.
Из 63 домашних хозяйств в 23,8 % — воспитывали детей в возрасте до 18 лет, 69,8 % представляли собой совместно проживающие супружеские пары, в 6,3 % семей женщины проживали без мужей, 22,2 % не имели семей. 15,9 % от общего числа семей на момент переписи жили самостоятельно, при этом 12,7 % составили одинокие пожилые люди в возрасте 65 лет и старше. Средний размер домашнего хозяйства составил 2,68 человек, а средний размер семьи — 3,04 человек.
Население статистически обособленной местности по возрастному диапазону по данным переписи 2000 года распределилось следующим образом: 28,4 % — жители младше 18 лет, 3,6 % — между 18 и 24 годами, 20,1 % — от 25 до 44 лет, 26,6 % — от 45 до 64 лет и 21,3 % — в возрасте 65 лет и старше. Средний возраст жителей составил 42 года. На каждые 100 женщин в Бедфорд приходилось 89,9 мужчин, при этом на каждые сто женщин 18 лет и старше приходилось 101,7 мужчин также старше 18 лет.
Средний доход на одно домашнее хозяйство в статистически обособленной местности составил 40 469 долларов США, а средний доход на одну семью — 40 625 долларов. При этом мужчины имели средний доход в 36 176 долларов США в год против 20 625 долларов среднегодового дохода у женщин. Доход на душу населения в статистически обособленной местности составил 29 976 долларов в год. Все семьи Бедфорд имели доход, превышающий уровень бедности.